# Andorinha-de-coleira
A andorinha-de-coleira (nome científico: (Pygochelidon melanoleuca) é uma espécie de ave da família Hirundinidae.
Pode ser encontrada nos seguintes países: Argentina, Bolívia, Brasil, Colômbia, Guiana Francesa, Guiana, Paraguai, Suriname e Venezuela.[carece de fontes?]
Os seus habitats naturais são: rios.[carece de fontes?]